# Sønder Kongerslev Kirke
Sønder Kongerslev Kirke ligger i Sønder Kongerslev Sogn i Aalborg Kommune; indtil Kommunalreformen i 1970 lå det i Hellum Herred, Ålborg Amt.
Kor og kirkeskib er opført i romansk tid af granitkvadre, koret over sokkel med hulstav, skibet over skråkantsokkel. Alle detaljer forsvandt, da kirken blev gennemgribende ombygget i midten af 1500-tallet. Det ottekantede tårn og våbenhuset stammer fra denne ombygningen. Tårnets underdel er opført af genanvendte granitkvadre over skråkantsokkel, overdelen er opført af munkesten. Ombygningen med det ottekantede tårn kan stilmæssigt minde om kirken i Astrup (Hindsted Herred).
Skibet fik indbygget tre fag otteribbede hvælv og koret et stjernehvælv ved ombygningen i midten af 1500-tallet. Altertavlen fra 1597 er givet af Niels Juel og Anne Stygge, midterfeltets maleri er fra 1898. Prædikestolen er fra samme år som altertavlen og har samme givere. I kirken er opsat et epitafium over Peder Brønsdorff til Kongstedlund og Randrup (død 1701) og hans hustru, epitafiet er opsat i 1730 af Jens Hvas og Kirstine Brønsdorff.
Den romanske døbefont af granit har glat kumme med attisk profil og pyramidestubformet fod.

## Eksterne kilder og henvisninger
- Wikimedia Commons har flere filer relateret til Sønder Kongerslev Kirke
- Sønder Kongerslev Kirke Arkiveret 17. februar 2011 hos  Wayback Machine på NordensKirker.dk
- Kortilkirken